# Chiesa dei Santi Sebastiano e Rocco (Canazei)
La chiesa dei Santi Sebastiano e Rocco è una chiesa sussidiaria nella frazione di Penia, a Canazei. Risale al XVI secolo.

## Storia

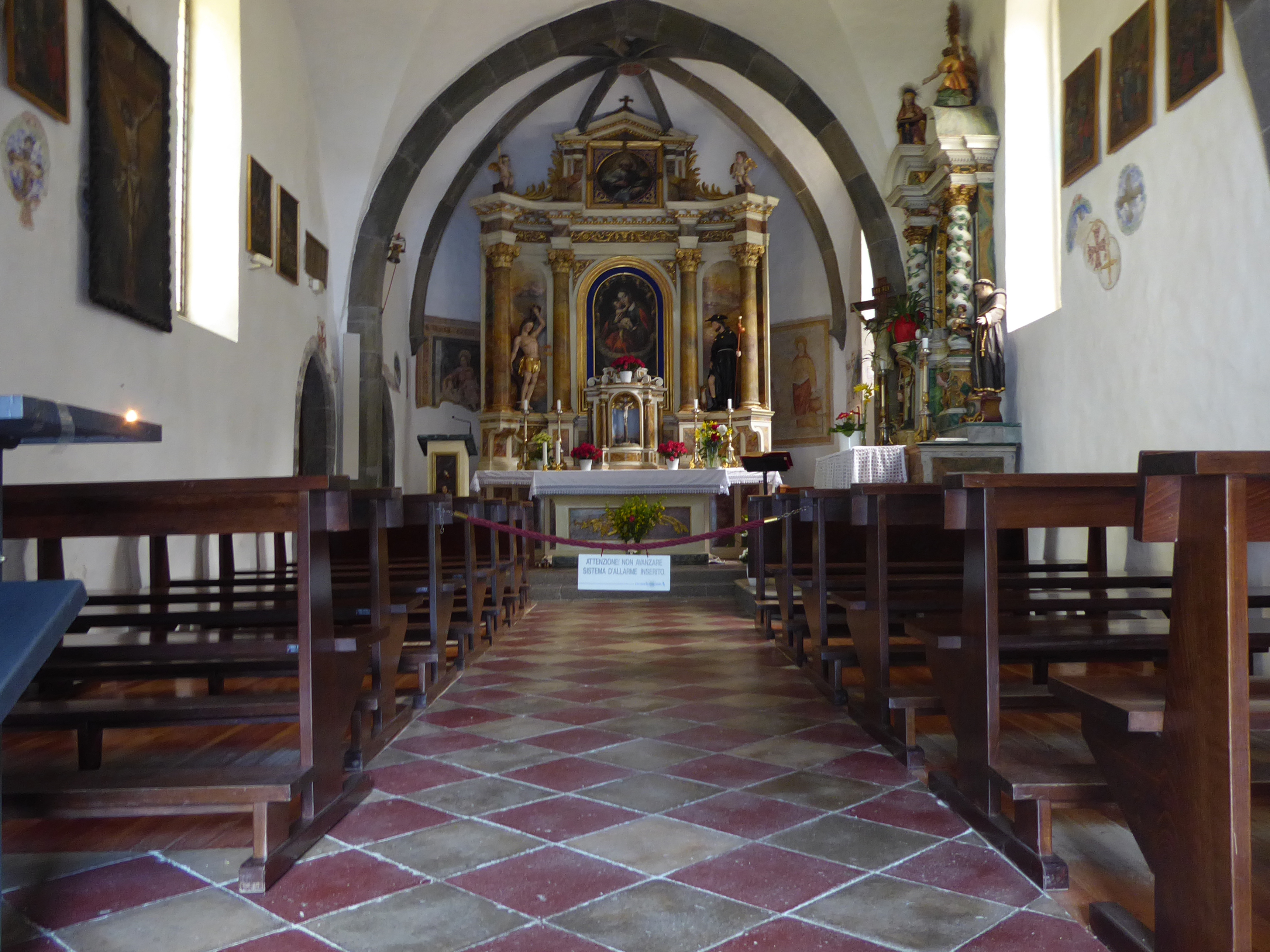
Interno

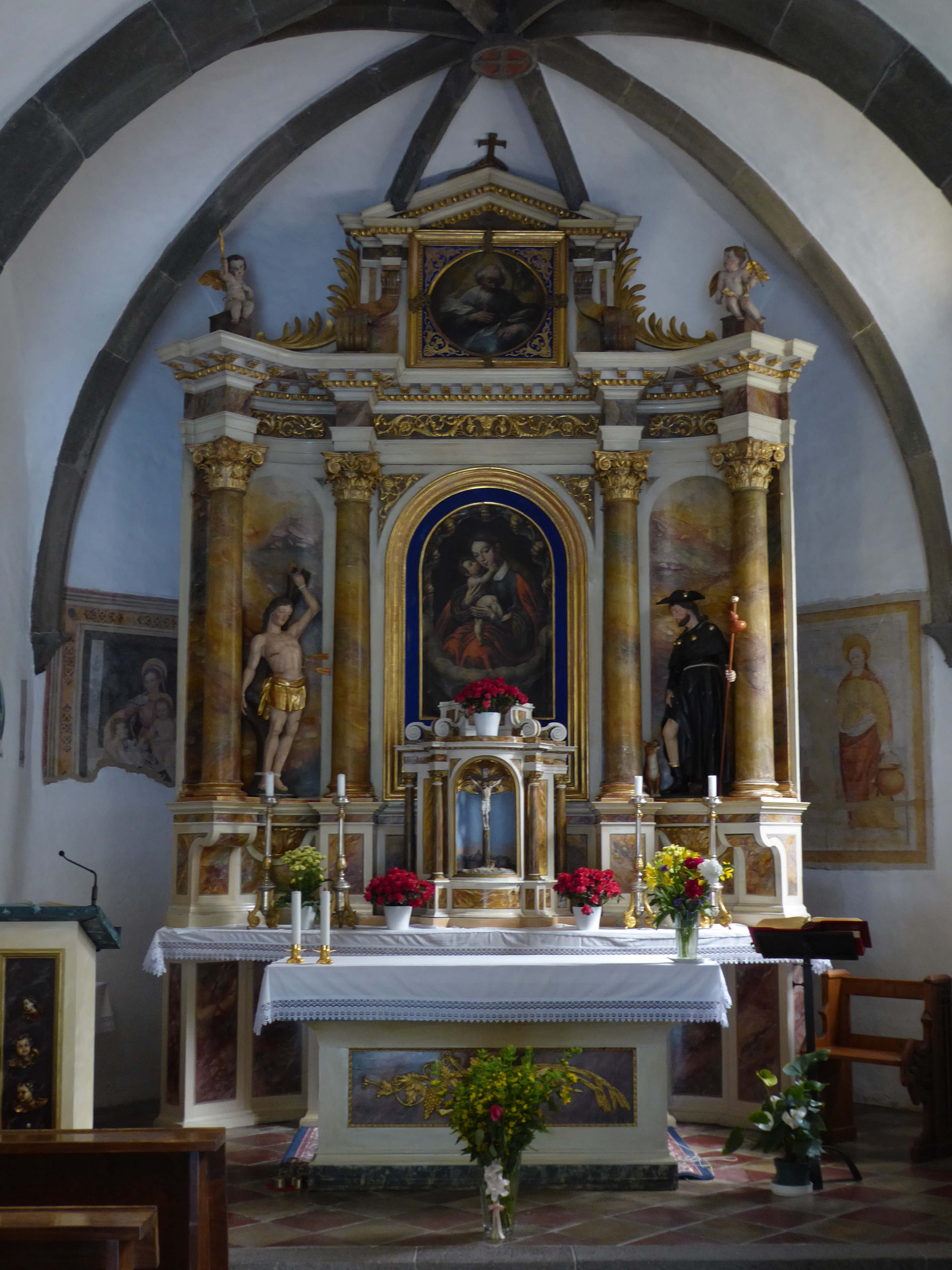
Altare maggiore

Nella frazione di Penia la chiesa sarebbe stata eretta subito dopo la metà del XVI secolo ma le date non sono certe e una leggenda popolare racconta che questa sarebbe stata spostata da uno stormo di uccelli nella posizione attuale. Questi avrebbero assecondato la volontà divina di avere l'edificio sacro esattamente sul col de Lagnol, il punto più alto dell'abitato.
Prima della fine del secolo la chiesa venne affrescata e intanto, nel 1562, venne celebrata la consacrazione dal vescovo Biagio Aliprandini da Livo di Bressanone, suffraganeo e ausiliare del principe vescovo di Trento e Bressanone Cristoforo Madruzzo.
La torre campanaria fu eretta nel 1574.
Nei primi anni del XVIII secolo la copertura della chiesa ed il campanile vennero danneggiati da un incendio e in breve furono riparati. Attorno alla metà del secolo Giovanni Battista Cudauner decorò ad affresco con l'immagine di San Cristoforo il fianco destro dell'edificio.
Nel 1818 la chiesa passò dalla diocesi di Bressanone a quella di Trento e, nel 1854, la navata venne allungata ampliando la superficie della sala. La copertura del campanile venne completata con una struttura a cipolla.
All'inizio del XX secolo venne installato un orologio sulla torre campanaria.
A partire dal 1972 vennero realizzati alcuni lavori, come l'installazione del nuovo sistema di riscaldamento, la revisione degli intonaci ed il recupero di affreschi precedentemente imbiancati. Gli interventi si sono conclusi nel 1988.